# Jacques-René de Brisay
Jacques-René de Brisay, marquis de Denonville, né le 10 décembre 1637 et mort le 22 septembre 1710 à Denonville, est un militaire et un administrateur français.
Il mèna toute sa carrière dans les dragons de Louis XIV, devenant général en Flandre, après s'être illustré lors de la guerre contre la Hollande, puis gouverneur de la Nouvelle-France du 1er août 1685 au 12 août 1689 ; c'est l'époque où est adopté le Code noir aux Antilles, la monarchie souhaitant la reprise en main des colonies pour en faire des investissements rentables.
Le roi lui demanda de réduire le nombre des coureurs de bois, en tentant de moraliser leurs mœurs, de mettre fin à la « paix honteuse » avec les Iroquois et de rentabiliser un commerce des fourrures concurrencé par les Anglais. Son mandat prit fin quatre mois avant le massacre de Lachine, près de Montréal.

## Biographie

### Carrière militaire
Jacques-René de Brisay devint capitaine à 26 ans et prit part à la campagne que le duc de Beaufort mena en Afrique du Nord contre les pirates barbaresques. Il fit ensuite toute la guerre de Hollande (1672–1676) et devint colonel des dragons en 1675, à 38 ans. Le roi le nomma en 1681 inspecteur général des dragons pour les provinces de Flandre, Picardie, Artois et Hainaut puis, en 1683, général de brigade.

### Gouverneur de la Nouvelle-France
Ses faits d'armes lui permirent d'obtenir la succession de Joseph-Antoine Le Febvre de La Barre, gouverneur de la Nouvelle-France en janvier 1685, avec un traitement de 24 000 livres par an. Le roi lui acheta son régiment pour 60 000 livres, et l'offrit ensuite au comte de Mursay, parent de Françoise de Maintenon.
Il fit le voyage en bateau avec le nouvel évêque, Jean-Baptiste de La Croix de Chevrières de Saint-Vallier, et s’occupa de faire dresser des cartes marines du Saint-Laurent plus au point que les cartes hollandaises en usage jusque-là.

#### Contrôle des coureurs des bois
Dès les années 1680, une première génération de métis naquit dans le pays d'en Haut, car la fréquentation des Indiennes, dénoncée par les missionnaires était « tout à fait habituelle », selon l'historien Gilles Havard, du CNRS. Elle reposait sur la dissémination des Blancs sur un grand territoire.
Denonville s'opposa à cette dissémination. Jugeant que ses prédécesseurs avaient accordé trop de liberté aux coureurs de bois, il décida le strict respect des congés de traite, institués en 1681. Denonville institua aussi l'obligation pour les coureurs de bois de s’inscrire aux registres à Montréal ou à Trois-Rivières, à l’aller comme au retour, et d'obtenir des missionnaires, dans les postes de l’Ouest, un certificat attestant leur bonne conduite.
Le gouverneur fit des rapports à Versailles soulignant que l’établissement des postes de l’Ouest, comme celui de fort Témiscamingue en 1679, avait été une grave erreur qui se soldait par l’affaiblissement de la colonie. Pendant son mandat de gouverneur, nombre de coureurs de bois furent exécutés, pour des raisons non liées aux querelles commerciales et aux pillages, mais parce que leur mode de vie était jugé contraire aux bonnes mœurs. Les congés de traite seront même supprimés en 1696 par ses successeurs, au motif d'un déséquilibre entre l'offre et la demande de fourrures en Europe.

#### Fin de la «paix honteuse» avec les Iroquois
Son ordre de mission est clair : le roi l'a choisi « comme l'un de ses plus estimés officiers, un homme qui par sa vertu travaillera au bien de la Religion, par sa valeur et son expérience remettra les affaires que Mr. de la Barre a comme abandonnées dans la paix honteuse qu’il vient de faire avec les Iroquois, Et par sa sagesse evitera toute sorte de difficultez et embarras avec vous. »
Cette mission est souvent rappelée dans ses ordres, en général catégoriques et écrits, source de connaissance sur le Québec des années 1680. Le nouveau gouverneur mit à profit les cinq mois qui s’écoulèrent entre sa nomination et l’embarquement pour rassembler des renseignements sur la Nouvelle-France, puis ébaucha, pour les soumettre au roi, les grandes lignes de sa conduite.
Les jeunes Canadiens, en particulier les coureurs de bois, lui parurent débauchés, indisciplinés, sans respect pour l’autorité. Il préconisa d'en expédier en France dans des régiments permanents. À sa demande, le roi mit à sa disposition six commissions dans les troupes de la marine en service dans la colonie.

#### Expédition de 1686 à la baie d'Hudson

L’expédition de la baie d’Hudson en 1686, ordonnée par Denonville.

Dès le XVIIe siècle, les coureurs des bois français avaient multiplié les contacts avec les Algonquins et les Ojibwés, afin d'entreposer les peaux troquées. En recrutant en 1668 Pierre-Esprit Radisson et Médard Chouart des Groseilliers, dont les cargaisons de fourrures furent confisquées en 1660 par le gouverneur Pierre de Voyer d'Argenson, la Compagnie de la baie d’Hudson, anglaise, acquit trois postes de traite à l’embouchure des rivières Rupert (Fort Charles, 1668), Moose (Moose Factory, 1673) et Albany (Fort Albany, 1679).
Les négociants de Montréal acquirent en 1679 un poste, plus proche, dans l'Abitibi-Témiscamingue, près des lacs Temagami, Nipissing, Abitibi, puis un autre à Port Nelson en 1682, en créant la Compagnie de la Baie du Nord.
En mars 1686, peu après l'arrivée du nouveau gouverneur, Louis XIV lui adresse un message dénonçant « le mal que le nommé Radisson a fait à la colonie et celui qu'il serait capable de faire s'il restait plus longtemps parmi les Anglais ».
Denonville envoie alors le chevalier de Troyes à la tête d'un détachement militaire de 30 soldats et 70 civils, pour conquérir les postes de traite anglais de la baie d'Hudson. Passant par le fort Témiscamingue, ils remontent vers la baie James et investissent les trois postes anglais. Mais en 1713, après le traité d'Utrecht, la France devra les rendre à l'Angleterre.
Conséquence de l'expédition, et de celle de 1687 contre les Iroquois du sud, le fort Témiscamingue sera détruit en 1688 par les Iroquois, désormais en guerre contre les Français et leurs alliés hurons et algonquins. Le marché des fourrures va se retrouver déprimé, pour repartir en 1720.

#### Expédition de 1687 en Iroquoisie
Dès son arrivée, Denonville était convaincu que les Iroquois ne s’en tiendraient pas aux termes du traité de paix conclu avec La Barre, le précédent gouverneur. Avant de se lancer en campagne, il avait reçu ordre du ministre de la marine Jérôme Phélypeaux de Pontchartrain de faire autant de prisonniers iroquois que possible et de les expédier en France pour les galères du roi.
Le 13 juin 1687, l’expédition contre les Iroquois quitta Montréal, avec 832 hommes des troupes de la marine, 900 hommes de milice et 400 Indiens alliés. L’avant-garde captura plusieurs Iroquois le long du fleuve. Au fort Frontenac, l’intendant de Champigny, qui avait devancé le gros de l’expédition, s’empara de Goyogouins et d’Onneiouts pour les empêcher de porter aux villages iroquois au sud du lac la nouvelle de l’approche de l’armée française.
Un autre groupe d’Iroquois, soi-disant neutres, qui habitaient un village près du fort, furent aussi capturés pour les mêmes raisons. En tout, 50 à 60 hommes et 150 femmes et enfants furent faits prisonniers. On les expédia à Montréal afin qu’ils servent d’otages au cas où des Français tomberaient aux mains des Iroquois.
L'expédition fit demi-tour au nouveau fort construit près des chutes du Niagara, laissant une garnison de 100 hommes commandé par le chevalier de Troyes ; Denonville précise à Versailles que cette garnison est faite d'hommes mariés, à une époque où les liaisons entre Indiennes et coureurs de bois sont critiquées en France, mais sans y mettre trop d'hommes, afin d'éviter « la maladie de ce pays d'être trop dispersés ». Puis il revint sans encombre à Montréal le 13 août 1687 et expédia en France 36 des 58 prisonniers iroquois, mais laissa clairement entendre qu’il aurait mieux aimé n’en rien faire, pria qu’on les traite avec humanité et qu’on les renvoie au Canada. Seulement 13 revinrent, les autres ayant succombé à la maladie soit en France soit lors de la traversée.

#### Renversement d'alliance et massacre de Lachine
Après la Glorieuse Révolution de novembre 1688 qui renversa Jacques II, l'allié de Louis XIV, les Iroquois apprennent des Anglais d’Albany qu’Angleterre et France sont en guerre, et abandonnent toute idée de paix. Jusque-là, New York leur avait officiellement interdit d’attaquer les établissements canadiens, sans succès, car ils rasèrent fort Témiscamingue en 1688.
Denonville n’était pas encore au courant du renversement d'alliance. Du coup, pendant qu'il attendait les délégués iroquois pour la ratification d'un traité de paix, ceux-ci levaient des troupes. À l’aube du 5 août 1689, environ 1500 guerriers iroquois s’abattirent sur le village de Lachine, à quelques milles de Montréal, près des rapides du même nom. Vingt-quatre colons furent tués, 70 à 90 faits prisonniers, dont 42 ne revinrent jamais. Sur 77 maisons, 56 furent rasées par les Iroquois et leurs alliés de la Confédération des Cinq nations. Le massacre de Lachine et ses suites auraient coûté la vie à un habitant sur dix.
Le gouverneur avait auparavant conseillé à Louis XIV d'acheter à l'Angleterre la province de New York, reprise aux Hollandais en 1666, afin de limiter les motifs de tension avec les Iroquois, alliés aux Hollandais et passés dans le giron anglais.
Denonville délégua à Versailles son commandant en second, le futur gouverneur Hector de Callière, pour détailler le projet de conquête de New York. Un corps expéditionnaire de 800 hommes devait partir du Canada pour raser Albany (ex-fort Orange) pendant qu’une escadre de six frégates portant 1 200 hommes, venue directement de France, s'installerait à Manhattan qui deviendrait une base d’où les envahisseurs iraient ravager la côte de la Nouvelle-Angleterre jusqu’à Boston.

### Retraite en France
La décision royale de le remplacer par Louis de Buade de Frontenac était prise depuis avril 1689, quatre mois avant ce massacre de Lachine et donc bien avant qu'Hector de Callière ne soit envoyé à Versailles, le roi jugeant Jacques-René de Brisay encore trop modéré.
Dans une dépêche du 1er mai 1689, Louis XIV lui exprime cependant son entière satisfaction. Mais, le 31 mai, il signe le document qui lui donne l’ordre de retour « pour vous donner de l’employ dans mes armées où je suis persuadé que vous me servirez avec la mesme application, le mesme zèle et le mesme succez que vous avez fait par le passé ».
Trois ans plus tard un scénario similaire se produisit en Écosse, avec le massacre de Glencoe lorsque les chefs de clan demandèrent au roi Jacques II, alors exilé en France auprès de Louis XIV, l'autorisation de prêter serment au nouveau roi. Jacques tarda à répondre, les messages arrivant à destination vers la mi-décembre, dans des conditions hivernales difficiles, ce qui fit que le clan Donald ne prêta pas serment et fut victime du massacre de Glencoe.

### Postérité
Jacques-René de Brisay épouse en 1668 Catherine Courtin. De leur union naissent au moins deux enfants:
- Pierre-René de Brisay (20 décembre 1675-10 septembre 1749): il succède à son père comme comte de Denonville (parfois écrit d'Enonville), il est mestre de camp du régiment Royal[6],
- Marie-Anne de Brisay, abbesse de Notre-Dame de l'Eau de 1720 à 1732.

### Toponymie
- Denonville, canton de la municipalité régionale de comté de Rivière-du-Loup, au Québec.
- La centrale Brisay, une centrale hydroélectrique de 469 MW dans le Nord-du-Québec.
- Plusieurs voies de circulation au Québec portent le nom de « Denonville » ou de « De Denonville », par exemple à Côte-Saint-Paul (Montréal), Longueuil, Mirabel, Québec, Rimouski et Trois-Rivières[7].